# Parthenocissus semicordata
Parthenocissus semicordata är en vinväxtart som först beskrevs av Nathaniel Wallich och som fick sitt nu gällande namn av Jules Émile Planchon.
Parthenocissus semicordata ingår i släktet vildvinssläktet och familjen vinväxter.

## Underarter
Arten delas in i följande underarter:
- Parthenocissus semicordata roylei
- Parthenocissus semicordata rubrifolia